# Phillipus Katamelo
Phillipus Wido Katamelo (* 28. September 1974 in Gobabis, Südwestafrika) ist ein namibischer Politiker der SWAPO und seit 2025 Vizesprecher der namibischen Nationalversammlung.
Katamelo ist seit 2020 Mitglied der Nationalversammlung und war zuvor seit 2010 für die Region Omaheke Abgeordneter im Nationalrat.

## Bildungsweg und berufliche Laufbahn
Katamelo machte 1992 seinen Sekundarschulabschluss an der Gobabis Winnie du Plessis High School in seiner Heimatstadt. Anschließend studierte er Ingenieurwissenschaften an der University of Stellenbosch in Südafrika und erhielt außerdem ein Nationales Diplom in gleicher Fachrichtung von der Cape Peninsula University of Technology in Kapstadt. Katamelo hält außerdem ein Zertifikat in öffentlicher Verwaltung.
Vor dem Beginn seiner politischen Laufbahn arbeitete Katamelo für verschiedene private und staatliche Unternehmen im Bereich der technischen Ingenieurwissenschaften.